# FS Magazin
Das FS Magazin (Eigenschreibweise FS MAGAZIN – Fachzeitschrift für Flugsimulation) war eine von Dezember 2005 bis Juli 2023 zweimonatlich erscheinende deutschsprachige Fachzeitschrift zum Thema Flugsimulation. Sie war seit 2013 die einzige deutschsprachige Fachzeitschrift für die Flugsimulation am PC und Mac. Im Oktober 2005 wurde dem Publikum die kostenlose sogenannte Nullnummer während der 3. Flugsimulatorkonferenz am Flughafen Paderborn-Lippstadt präsentiert. Die Zeitschrift erschien einerseits als gedruckte Ausgabe für den Fachhandel sowie als ePaper für diverse Lesegeräte, Smartphones und Tablets.

## Inhalt
Schwerpunktthema war die Simulation der zivilen Luftfahrt auf Basis des Microsoft Flight Simulator (X bzw. 2020), der jeweils aktuellen Versionen des Prepar3D und des Aerofly FS sowie des X-Plane. Neben Terminankündigungen und Kurzmeldungen zu Soft- und Hardware-Neuheiten und Aktuellem aus der Szene wurde über das gesamte Spektrum des Hobbys Flugsimulation, unter anderem über neu erschienene Szenerien, Flugzeuge, Tools und (Steuer-)Hardware berichtet. Zudem wurde Grundlagenwissen vermittelt, Nachflugvorschläge in der Rubrik „Von – über – nach“ geboten sowie Veranstaltungsnachlesen und Ausflugtipps etwa zu Simulator-Cockpitbetreibern gegeben. Reportagen, Hardwarevostellungen und Interviews sowie gelegentliche Berichte über die militärische und die Segelflugsimulation rundeten die Ausgaben ab.

## Redaktion
Chefredakteur war seit dem Erscheinen Bert Groner, der das Hobby Flugsimulation seit 1991 betreibt. Nach eigenen Angaben arbeitete die Redaktion mit rund 30 freien Mitarbeitern (Stand Anfang 2018) zusammen, von denen einige Privat- oder Berufspiloten sind oder waren.
Von Ende 2008 (FS MAGAZIN 1/2009) bis Ende 2016 (1/2017) arbeitete die Redaktion mit dem deutschen Redaktionsteam von simFlight.de zusammen, dessen Arbeiten jeweils in vier eigenen Seiten in der Fachzeitschrift erscheinen.
Aus Altersgründen wurde das FS MAGAZIN nach fast 18 Jahren am Markt nach der Herausgabe der Ausgabe 4/2023 eingestellt, der VST – Verlag für Simulation und Training GmbH liquidiert. Ebenso wurde die Homepage geschlossen. Bert Groner veröffentlicht bis auf weiteres weiterhin einzelne Berichte und „Specials“ in Form von kostenlos herunterladbaren PDFs vor allem über Szenerien.

## FS Museum
Nach Terminvereinbarung kann das FS Museum des ehemaligen FS MAGAZINs besucht werden. Es wurde mit zahlreichen Exponaten vor allem von vielen Lesern ausgestattet. Die Erinnerungsstücke lassen Besucher in die Geschichte der Flugsimulation am Computer eintauchen. Die Kontaktaufnahme gelingt per Mail an fsmagazin(ät)gmx.net.